# Inga lomatophylla
Inga lomatophylla é uma espécie de árvore da família Fabaceae. Pode ser encontrada no Brasil, Colômbia, Guiana e Venezuela. Foi descrita por Lourdes Cárdenas.